# Peresós amorós
Peresós amorós (títol original en francès, Slotherhouse) és una pel·lícula de comèdia de terror nord-americana del 2023 protagonitzada per Lisa Ambalavanar, Sydney Craven, Olivia Rouyre, Bianca Beckles-Rose, Tiff Stevenson i Stefan Kapičić. Dirigida per Matthew Goodhue i escrita per Bradley Fowler i Cady Lanigan, es va estrenar el 30 d'agost de 2023. Ha estat doblada i subtitulada al català.

## Repartiment
- Lisa Ambalavanar com a Emily
- Sydney Craven com a Brianna
- Andrew Horton com a Tyler
- Bianca Beckles-Rose com a Zenny
- Olivia Rouyre com a Madison
- Tiff Stevenson com a Ms. Mayflower
- Sutter Nolan com a Sarah
- Milica Vrzic com a Gabby
- Stefan Kapičić com a Oliver

## Producció
La idea de Peresós amorós es va originar quan el coguionista de la pel·lícula, Bradley Fowler, va intentar fer la "idea més estúpida" que se li podia imaginar. Cady Lanigan ho va descriuree com "quan Mean Girls coneix Happy Death Day amb un toc de Gremlins". Lanigan va declarar que la pel·lícula es va inspirar en les pel·lícules clàssiques de terror i el seu ús d'efectes pràctics.